# Cantone di Thiéblemont-Farémont
Il Cantone di Thiéblemont-Farémont era una divisione amministrativa dell'arrondissement di Vitry-le-François.
È stato soppresso a seguito della riforma complessiva dei cantoni del 2014, che è entrata in vigore con le elezioni dipartimentali del 2015.
Comprendeva i comuni di:
- Bignicourt-sur-Saulx
- Blesme
- Brusson
- Le Buisson
- Cheminon
- Cloyes-sur-Marne
- Dompremy
- Écriennes
- Étrepy
- Favresse
- Haussignémont
- Heiltz-le-Hutier
- Isle-sur-Marne
- Larzicourt
- Matignicourt-Goncourt
- Maurupt-le-Montois
- Moncetz-l'Abbaye
- Norrois
- Orconte
- Pargny-sur-Saulx
- Plichancourt
- Ponthion
- Reims-la-Brûlée
- Saint-Eulien
- Saint-Lumier-la-Populeuse
- Saint-Vrain
- Sapignicourt
- Scrupt
- Sermaize-les-Bains
- Thiéblemont-Farémont
- Trois-Fontaines-l'Abbaye
- Vauclerc
- Vouillers